# Getir
Getir ([ɟeˈtiɾ] ; "traer" en turco) es una start-up turca fundada en 2015. A través de su aplicación móvil, ofrece un servicio de entrega a pedido de artículos de abarrotes y un servicio de mensajería para entregas de comida en restaurantes. En marzo de 2022, Getir anunció que había recaudado $768 millones en su Serie E, valorando a la compañía en casi $12 mil millones.

## Historia
La empresa fue fundada en 2015 por un equipo que incluía a Nazım Salur, quien también fundó la aplicación turca de transporte compartido BiTaksi. Getir se ha expandido rápidamente desde entonces, habiendo duplicado sus pedidos en la segunda mitad de 2019 para alcanzar casi 1,5 millones en diciembre de ese año. Generó 120 millones de dólares por ventas en 2019.
En julio de 2021, Getir compró la empresa española de comestibles en línea BLOK, agregando varias ciudades importantes del sur de Europa a sus puntos de entrega. El 23 de noviembre de 2021, Getir compró Weezy, la empresa de entrega de comestibles hiperrápida con sede en el Reino Unido.
En marzo de 2022, la empresa cerró una ronda de financiación de la Serie E, recaudando 768 millones de dólares, con Mubadala Investment Company a la cabeza. Posteriormente, la valoración de Getir aumentó a $ 12 mil millones.
En noviembre de 2022, Getir anunció una asociación con la empresa holandesa de pedidos de alimentos en línea Just Eat Takeaway, que integrará la cartera de Getir con aplicaciones bajo Just Eat Takeaway.
Getir adquirió la empresa rival Gorillas en diciembre de 2022.

## Operaciones

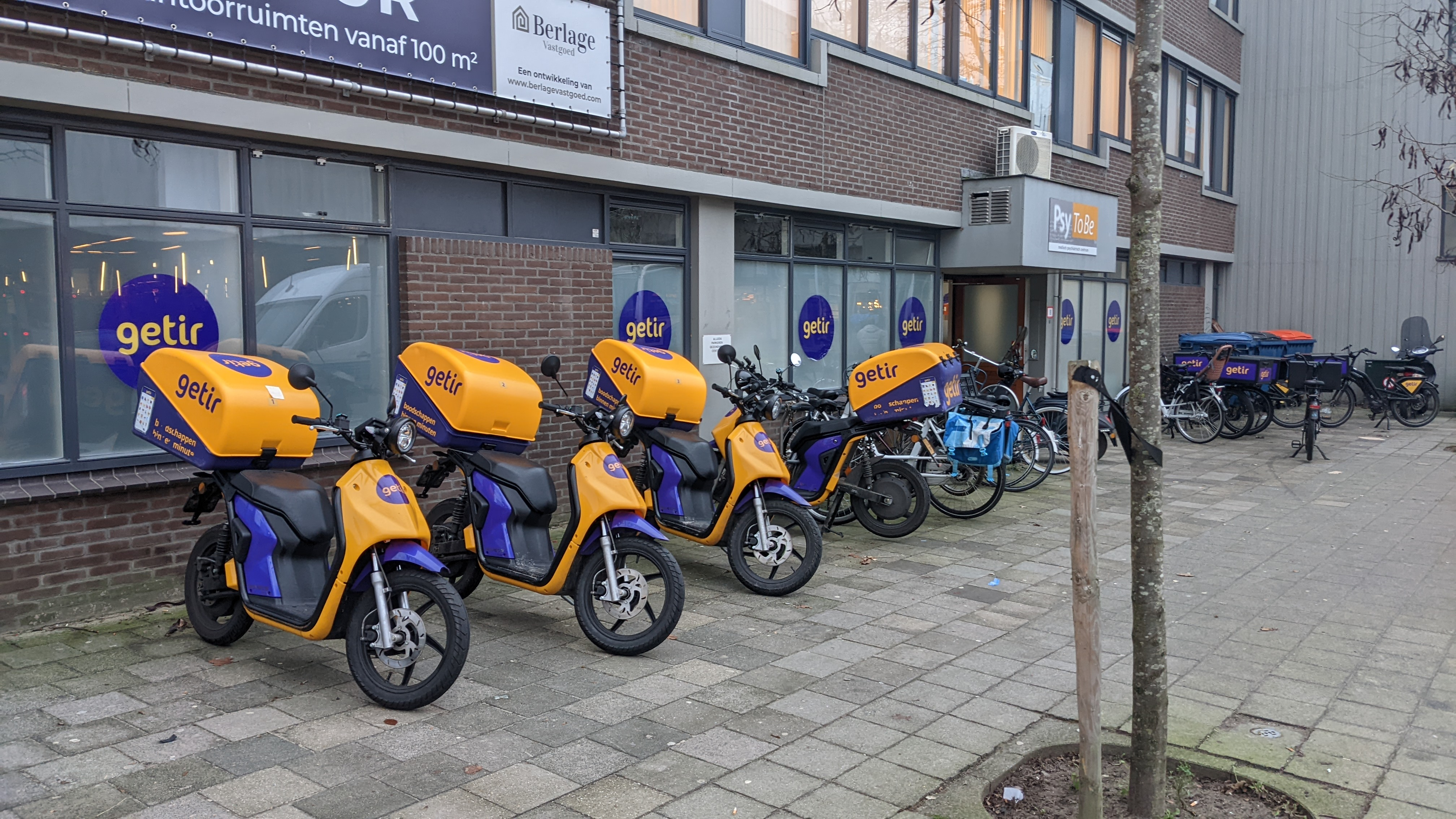
Los vehículos eléctricos de Getir en Róterdam

Los cinco servicios de la compañía (entrega "ultrarrápida", entrega de comida para llevar, compras de comestibles en línea, pedido de agua en línea, pedidos a empresas locales, pedido de un taxi (a través de BiTaksi), búsqueda de empleo local) se ofrecen a través de una sola aplicación Getir.
- getir
- getircomida
- getiragua
- getirmás
- getirlocals
- getirbitaxi
- getirtrabajos
- getirauto

## Proyectos

### Getir Hackatón
Getir Hackathon o también conocido como Getir-BiTaksi Hackathon fue un hackathon anual que comenzó en 2016 y se llevó a cabo hasta 2018. El punto principal del evento fue desarrollar una aplicación para iOS / Android en 48 horas. El premio principal del evento fue de 5000 TL .

## Ubicaciones
A partir de noviembre de 2021, los servicios de Getir se ofrecen en las 81 capitales de provincia turcas, 15 ciudades del Reino Unido, 15 ciudades holandesas, 7 ciudades alemanas, 9 ciudades francesas, 6 ciudades españolas, 3 ciudades estadounidenses, 1 ciudad portuguesa y 3 ciudades italianas:
| País           | Ciudades |
| -------------- | --- |
| Francia        | Aix-en-Provence, Antibes, Cannes, Grenoble, Lille, Lyon, Marsella, Montpellier, París |
| Alemania       | Berlín, Dortmund, Düsseldorf, Hamburgo, Colonia, Múnich, Núremberg |
| Italia         | Bérgamo, Milán, Roma, Turín |
| Países Bajos   | Amstelveen, Ámsterdam, Arnhem, Breda, Delft, Eindhoven, Groningen, Haarlem, Hilversum, Leiden, Nijmegen, Róterdam, La Haya, Tilburg, Utrecht |
| España         | Barcelona, Madrid, Málaga, Sevilla, Tarrasa, Valencia, Zaragoza |
| Portugal       | Lisboa |
| Turquía        | Adana, Adıyaman, Afyonkarahisar, Aksaray, Amasya, Ankara, Antalya, Ardahan, Artvin, Aydın, Ağrı, Balıkesir, Bartın, Batman, Bayburt, Bilecik, Bingöl, Bitlis, Bolu, Burdur, Bursa, Çana Dekkale, Çankırı ,, Diyarbakır, Düzce, Edirne, Elazığ, Erzincan, Erzurum, Eskişehir, Gaziantep, Giresun, Gümüşhane, Hakkari, Hatay, Isparta, Estambul, Iğdır, İzmir, Kahramanmaraş, Karabük, Karaman, Kars, Kays, Kaystamonu , Kilis , Kaystamonu Kütahya, Kırklareli, Kırıkkale, Kırşehir, Malatya, Manisa, Mardin, Mersin, Muğla, Muş, Nevşehir, Niğde, Ordu, Osmaniye, Rize, Sakarya, Samsun, Şanlıurfa, Siirt, Sinop, Şırnak , Tobdağ , Teb Tunceli, Usak, Van, Yalova, Yozgat, Zonguldak |
| Reino Unido    | Birmingham, Bradford, Brighton, Bristol, Cambridge, Cardiff, Leeds, Leicester, Liverpool, Londres, Mánchester, Nottingham, Portsmouth, Sheffield, Southampton, Wolverhampton |
| Estados Unidos | Boston, Chicago, Nueva York |

## Patrocinios
- Asociación de Futbol
  - Tottenham Hotspur
  - Galatasaray
  - Fenerbahçe
  - Beşiktaş

- MLB
  - Mets de Nueva York